# Joe Odagiri
Joe Odagiri (オダギリジョー, Odagiri Jō), né le 16 février 1976 à Tsuyama dans la préfecture d'Okayama, est un acteur et musicien japonais.

## Biographie
Joe Odagiri fait ses études aux États-Unis à l'université d'État de Californie à Fresno, initialement attiré par la réalisation, il se concentre sur les cours de comédie et de théâtre à la suite d'une erreur dans son dossier d'inscription. Il fait ses débuts au cinéma dans Kin'yū fushoku rettō: Jubaku de Masato Harada en 1999. Il se révèle au grand public en 2004, avec le rôle de Yu dans le film Blood and Bones de Yōichi Sai.
Et ne s'arrêtant pas là, on peut ajouter à sa liste la série télévisée dramatique de 2000 basée sur les tokusatsu homonyme, Kamen Rider Kuuga.
En 2012, Joe Odagiri interprète le rôle de Tatsuo Asegawa dans le film sud-coréen Far Away : Les Soldats de l'espoir.

## Filmographie partielle

### Comme acteur

#### Cinéma
- 1999 : Kin'yū fushoku rettō: Jubaku (金融腐蝕列島 呪縛?) de Masato Harada
- 2001 : Satorare (サトラレ?) de Katsuyuki Motohiro
- 2001 : Platonic Sex (プラトニック・セックス, Puratonikku sekusu?) de Masako Matsūra (ja)
- 2002 : Mokka no koibito (目下の恋人?) de Hitonari Tsuji
- 2003 : Jellyfish (アカルイミライ, Akarui mirai?) de Kiyoshi Kurosawa : Yuji Mimura
- 2003 : Azumi (あずみ?) de Ryūhei Kitamura : Bijomaru Mogami
- 2004 : Blood and Bones (血と骨, Chi to hone?) de Yōichi Sai : Takeshi Park
- 2005 : Maison de Himiko (メゾン・ド・ヒミコ, Mezon do himiko?) d'Isshin Inudō[3]
- 2005 : Princess Raccoon (オペレッタ狸御殿, Operetta tanuki goten?) de Seijun Suzuki : Amechiyo
- 2005 : Comme dans un rêve (夢の中へ, Yume no naka e?) de Sion Sono
- 2005 : Shinobi (忍?) de Ten Shimoyama (ja) : Gennosuke, chef des Koga
- 2005 : Scrap Heaven (スクラップ・ヘブン?) de Lee Sang-il
- 2006 : The Uchōten Hotel (THE 有頂天ホテル, The uchōten hoteru?) de Kōki Mitani : Ukon
- 2006 : Sway (ゆれる, Yureru?) de Miwa Nishikawa
- 2006 : Rétribution (叫, Sakebi?) de Kiyoshi Kurosawa
- 2006 : Mushishi (蟲師?) de Katsuhiro Ōtomo
- 2006 : The Pavillion Salamandre (パビリオン山椒魚, Pabirion sanshōuo?) de Masanori Tominaga (ja)
- 2007 : Adrift in Tokyo (転々, Tenten?) de Satoshi Miki (ja) : Fumiya
- 2007 : Sad Vacation (サッド ヴァケイション, Saddo vakeishon?) de Shinji Aoyama : Goto
- 2007 : Tokyo Tower: Mom and Me, and Sometimes Dad (東京タワー 〜オカンとボクと、時々、オトン〜, Tōkyō tawaa ~ okan to boku to, tokidoki, oton ~?) de Jōji Matsuoka : Masawa Nakagawa
- 2009 : Air Doll (空気人形, Kūki Ningyō?) de Hirokazu Kore-eda : Sonoda
- 2011 : I Wish, nos vœux secrets (奇跡, Kiseki?) de Hirokazu Kore-eda : Kenji Kinami, le père
- 2012 : Far Away : Les Soldats de l'espoir (마이 웨이) de Kang Je-gyu
- 2013 : The Great Passage (舟 を 編む, Fune o amu?) de Yuya Ishii : Kaguya Hayashi
- 2015 : Foujita de Kōhei Oguri
- 2016 : Yu o wakasuhodo no atsui ai (湯を沸かすほどの熱い愛?) de Ryōta Nakano (ja)
- 2019 : Saturday Fiction (兰心大剧院, Lán xīn dà jùyuàn) de Lou Ye

#### Télévision
- 2000 : Kamen Rider Kuuga (仮面ライダークウガ?)
- 2004 : Kaikyō o wataru baiorin (海峡を渡るバイオリン?) de Shigemichi Sugita (ja) (téléfilm)
- 2004 : Shinsengumi! (série télévisée)

### Comme réalisateur
- 2009 : Sakura na hitotachi (さくらな人たち?)
- 2019 : They Say Nothing Stays the Same (ある船頭の話, Aru sendō no hanashi?)[2]